# Heksokinaza

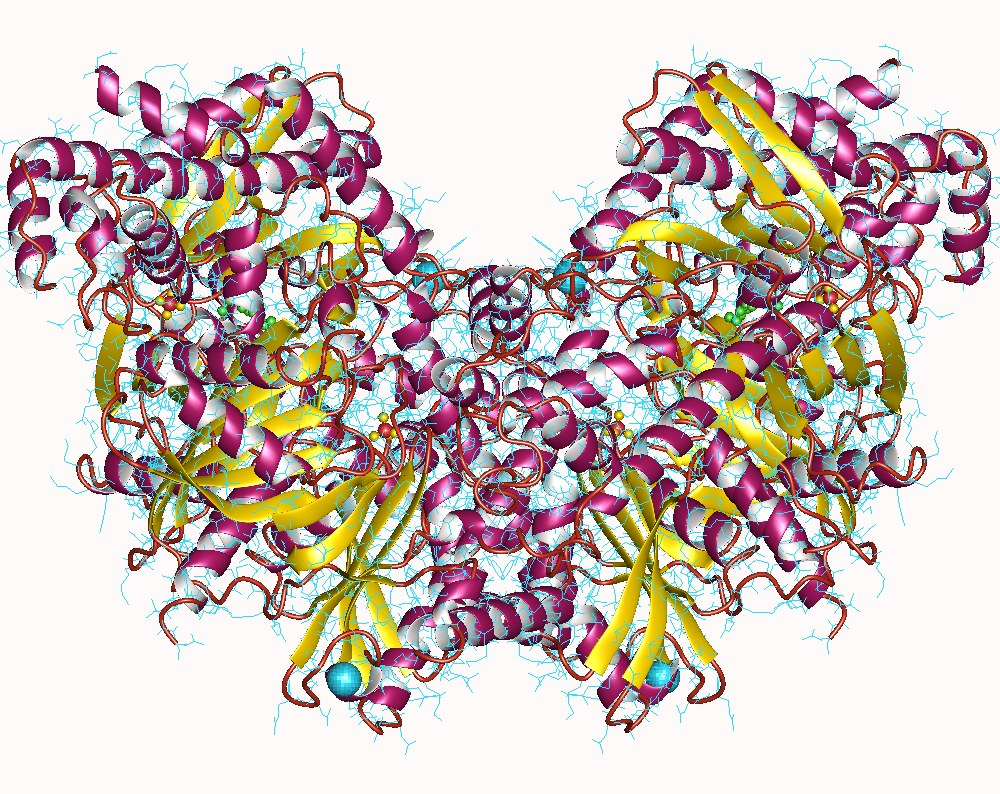
Ludzka heksokinaza (dimer)

Heksokinaza (EC 2.7.1.1) – enzym z klasy transferaz katalizujący fosforylację D-heksoz do ich 6-fosforanów. Jej substratem może być glukoza, fruktoza, mannoza, sorbitol lub glukozamina. Fosforylacja glukozy do glukozo-6-fosforanu z wykorzystaniem heksokinazy jest pierwszą reakcją glikolizy. Jej Km wynosi 0,05 mmol/l. Jest to reakcja fizjologicznie nieodwracalna. 
Heksokinaza występuje w wielu formach izoenzymatycznych. Jedna z nich, nosząca nazwę glukokinaza, występuje w wątrobie i znacząco różni się od innych postaci tego enzymu; jest ona specyficzna dla glukozy i ma znacznie wyższą wartość Km wynoszącą 10 mmol/l.

## Reakcja
Glukoza + ATP → glukozo-6-fosforan + ADP
Reakcja ta zachodzi w obecności jonów Mg2+
.

## Regulacja
Heksokinaza może być hamowana przez glukozo-6-fosforan – hamowanie na zasadzie sprzężenia zwrotnego (hamowanie produktem). Co istotne, w obecności izomerazy glukozofosforanowej glukozo-6-fosforan znajduje się w równowadze z fruktozo-6-fosforanem. Dlatego zwiększenie stężenia tego ostatniego, np. z powodu nieaktywności fosfofruktokinazy I, prowadzi do równoczesnego wzrostu stężenia glukozo-6-fosforanu, a w efekcie, do inhibicji heksokinazy. W ten sposób aktywność heksokinazy jest uzależniona od aktywności fosfofruktokinazy I.